# Eduardo Cabra Martínez
Eduardo José Cabra Martínez (San Juan, 1978. szeptember 10. –) művésznevén Visitante (Látogató), háromszoros Grammy-díjas Puerto Ricó-i zeneszerző és multiinstrumentalista, a Puerto Ricó-i Calle 13 együttes tagja. Az együttes további tagja két mostohatestvére, René Pérez Joglar alias Residente és Ileana Cabra Joglar alias PG-13. Pályafutásuk kezdetén alternatív reggaetón zenét játszottak, de később ettől az irányzattól eltávolodtak a kísérleti zene irányába, hiphopot és urban stílust ötvöznek latin-amerikai zenével, dalszövegeikben pedig inkább társadalmi és politikai témákkal foglalkoznak.

## Korai évek
Visitante 1978. szeptember 10-én született Santurcéban, Puerto Rico fővárosának, San Juannak egyik negyedében. Visitante akkor ismerte meg mostohatestvérét, Residentét, amikor mindketten kétévesek voltak és Residente anyja feleségül ment Visitante apjához. A család szoros kapcsolatokat ápolt Puerto Rico művész közösségével, mostohaanyja, Flor Joglar de Gracia egy helyi színtársulatban, a Teatro del Sesentában volt színésznő, apja pedig abban az időben zenész volt. Mostohatestvére, Residente elmondása szerint a család viszonylagos jólétben élt, Puerto Ricónak ahhoz a rétegéhez tartoztak, akik „túl szegények, hogy gazdagok legyenek és túl gazdagok, hogy szegények legyenek”. Bár szüleik később elváltak, a mostohatestvérek kapcsolata szoros maradt.
Eudardo zenét tanult a Puerto Ricó-i Egyetemen, ezen kívül pedig két tárgyból szerzett felsőfokú szakképesítést, egyet informatikából, a másikat pedig könyvelésből.

## Zenei pályafutás
Visitante korábban a Campo Viejo és a Bayanga együttesnek volt a vezetője. Zeneszerzéssel 2004-ben kezdett el foglalkozni, amikor mostohatestvére, Residente visszatért Puerto Ricóba és közösen megalapították a Calle 13 együttest. Művésznevük onnan ered, hogy gyermekkorukban a Trujillo Altóban lévő házban úgy kellett bejelentkezniök a biztonsági őrnél, mint „Rezidens” illetve „Látogató”. A mostohatestvérek egy weboldalra töltötték fel számaikat és keresésbe kezdtek, hogy zenéjük kereskedelmi terjesztéséhez kiadót találjanak. Miután elküldtek néhány demófelvételt a White Lion Recordsnak, ajánlatot kaptak a lemezkiadótól. Első számuk ami elismerést hozott nekik, a Querido FBI, ami Filiberto Ojeda Ríos, a Puerto Ricó-i függetlenségi mozgalom kulcsfigurájának meggyilkolására adott válasz.
Visitantéra nagyon sokféle zenei stílus volt hatással, többek között Rubén Blades salsaénekes és Silvio Rodríguez dalszerző énekes.
Visitante és a Calle 13 együttes 21 Latin Grammy-díjat és két Grammy-díjat nyert, és ezzel listavezetők a Grammy-díjazottak között.

## Diszkográfia

### Calle 13 albumok
- 2005: Calle 13
- 2007: Residente o Visitante
- 2008: Los de atrás vienen conmigo
- 2010: Entren los que quieran
- 2014: Multi Viral

### Közreműködések
- 2006 – No hay igual (Nelly Furtado Loose c. albumán)
- 2007 – Beautiful Liar (Beyoncé és Shakira B'Day c. albumán)
- 2009 – Canción para un niño en la calle Mercedes Sosa Cantora, un viaje íntimo c. albumán)
- 2010 – Gordita (Shakira Sale el sol c. albumán)

## Fordítás
- Ez a szócikk részben vagy egészben  a   Visitante_(Calle_13) című spanyol Wikipédia-szócikk ezen változatának fordításán alapul.  Az eredeti cikk szerkesztőit annak laptörténete sorolja fel. Ez a jelzés csupán a megfogalmazás eredetét és a szerzői jogokat jelzi, nem szolgál a cikkben szereplő információk forrásmegjelöléseként.